# Charlotte Fich
Charlotte Fich (født 26. september 1961) er en dansk skuespillerinde. Hun fik sit gennembrud i DR-tv-serien Rejseholdet (1999-2003).
Hun er uddannet på Skuespillerskolen ved Aarhus Teater i 1989.
DR2 Tema viste 10 juli 2016 TV programmet "Charlotte Fich - tilbage til Dragør".

## Privat
Fich har siden 2000 været gift med filminstruktøren Per Fly.
Sammen har de sønnerne: Anton Fly Fich og Aksel Fly Fich

## Filmografi

### Film
- Kalder Katrine (1993)
- Det store flip (1997)
- Deadline (1997)
- Pas på mor (1999)
- Se dagens lys (2003)
- Som man behager (2003)
- Kinamand (2005)
- Drabet (2005)
- Kærlighed på film (2007)
- To Verdener (2008)
- Original (2008)
- Vanvittig forelsket (2009)
- Headhunter (2009)
- Over gaden under vandet (2009)
- Hold om mig (2010)
- Alle for én (2011)
- Fuglejagten (2012)
- En plads i solen (2012)
- En chance til (2015)
- Mennesker bliver spist (2015)

### Tv-serier
- Jul i Juleland (1993)
- TAXA (1997)
- Rejseholdet (2000-2003)
- Lærkevej (2010)
- Rita sæson 3 (2015)
- Mercur (2017)
- Huset (2023)

## Priser
- 2005 – Bodilprisen for bedste kvindelige birolle i filmen Drabet.
- 2005 – Robert for årets kvindelige birolle i filmen Drabet.
- 2007 – Zulu Award for bedste kvindelige birolle i filmen Kærlighed på film.
- 2008 – Bodilprisen for bedste kvindelige birolle Kærlighed på film.